# Abbas II
Abbas II (20 de desembre de 1633 - 25 de setembre de 1666) fou xa safàvida de Pèrsia (1642 - 1666). Va succeir el seu pare Safi de Pèrsia el 12 de maig de 1642 i va regnar fins a la seva mort el 1666.
El 1645 el seu visir Saru Taki fou assassinat per un grup de kizilbaixis dirigits pel comandant d'aquest cos (el quṛci-basi), un dels homes més poderosos del país, però el xa va fer matar en pocs dies a tots els assassins. Entre les seves decisions cal esmentar la conversió de diverses províncies que eren mamaleks (propietat de l'estat) a kassa (dominis de la corona); amb les taxes d'aquestes províncies el xa pagava als seus golams, però això deixava sense recursos als kizilbatxis que havien estat la principal força combatent de la dinastia, i que virtualment van desaparèixer.
Les fronteres del regne no es van modificar durant el 24 anys que va governar, excepte que es van incrementar amb la recuperació de Kandahar, que els mogols havien ocupat durant el regnat del seu pare, i que va recuperar el 1648. Tres atacs fets per Aurangzeb per recuperar Kandahar foren rebutjats.
Va tolerar als cristians i totes les sectes islàmiques, així com a budistes i zoroastrians, però va perseguir als jueus; el seu visir Muhammad Beg va decretar que tots els jueus de l'imperi s'havien de convertir a l'islam i uns cent mil ho van fer però en secret van seguir practicant la seva religió esperant temps millors.
Va morir el 25 de setembre de 1666. Després d'una intriga el va succeir el seu fill Safi II de Pèrsia el 30 de setembre.

## Nota
1. ↑  aquesta data figura tant a l'Enciclopèdia de l'Islam, per via indirecta ja que data la coronació del fill i successor el 30 de setembre, a l'Enciclopèdia Irànica a l'article Abbas II, i al llibre de Charles Weiss, Biographie universelle, o Dictionnaire historique contenant la nécrologie des hommes célèbres de tous les pays, 1841; però la detallada genealogia de Royal Ark diu que va morir a Khusravabad, prop de Damghan, el 26 d'octubre de 1666 i fou enterrat a Qom